# Machaeranthera gymnocephala
Machaeranthera gymnocephala là một loài thực vật có hoa trong họ Cúc. Loài này được (DC.) Shinners mô tả khoa học đầu tiên năm 1950.